# Xenochlaena porphyropa
Xenochlaena porphyropa är en fjärilsart som beskrevs av Oswald Beltram Lower 1898. Xenochlaena porphyropa ingår i släktet Xenochlaena och familjen mätare. Inga underarter finns listade i Catalogue of Life.